# Juvenil Reyes
El Juvenil Reyes fue un equipo de fútbol de Guinea Ecuatorial que jugó en la Liga de Fútbol de Guinea Ecuatorial, la división máxima de fútbol del país.

## Historia
Fue fundado en la ciudad de Bata. Su único título ha sido la Copa Ecuatoguineana, que ganaron en 1986, siendo el primer equipo de la ciudad de Bata en conseguirlo. Su último registro fue en 1987, cuando terminó la liga como subcampeón, detrás del Unión Vesper. No obstante, se desconoce si la liga a la que se refiere es el campeonato nacional o la fase continental.
A nivel internacional, han participado en dos torneos continentales, sin superar nunca la ronda preliminar.

## Palmarés
- Copa Ecuatoguineana: 1

1986

## Participación en competiciones de la CAF
| Temporada | Torneo                            | Ronda      | Club                | Casa  | Visita | Global |
| --------- | --------------------------------- | ---------- | ------------------- | ----- | ------ | ------ |
| 1986      | Copa Africana de Clubes Campeones | Preliminar | Stade Centrafricain | 1-2   | 1-4    | 2-6    |
| 1987      | Copa Africana de Clubes Campeones | Preliminar | Sporting Moura      | w.o.1 | w.o.1  | w.o.1  |

1- Juvenil Reyes abandonó el torneo.